# Tomé Belo de Castro
Tomé Belo de Castro (Angra do Heroísmo, 1 de junho de 1910 — Praia da Vitória, 13 de fevereiro de 1950) foi um empresário e grande comerciante, que se distinguiu como desportista e cavaleiro tauromáquico amador. Teve participação cívica importante, tendo exercido as funções de presidente da Câmara Municipal de Angra do Heroísmo, da delegação da Cruz Vermelha Portuguesa e de múltiplas outras instituições da ilha Terceira.

## Biografia
As instalações de desporto municipal em Angra do Heroísmo têm o seu nome, bem como a tertúlia tauromáquica, ambos em gesto de homenagem à sua dedicação, tanto ao desporto como à tauromaquia. Morreu num desastre marítimo na baía da Praia da Vitória. É lembrado na toponímia da cidade de Angra do Heroísmo.